# SK플래닛 스타크래프트 II 프로리그 12-13
SK플래닛 스타크래프트 II 프로리그 12-13(SK Planet StarCraft II Proleague 12-13)은 프로리그의 18번째 시즌이고 KeSPA 주관 대한민국 스타크래프트 II 프로리그로는 2번째시즌이기도 하며, SK 플래닛의 스폰서로 진행되는 세 번째 시즌이다.

## 달라진 점
- 스타크래프트 II: 군단의 심장로 완전 전환하여 진행한다.
- 신한은행 프로리그 10-11시즌 이후로 2시즌만에 1년단위 리그로 복귀하였다.
- 이번 시즌부터는 SPOTV가 중계에 참여한다.
- 김철민 캐스터가 SPOTV로 이적하였다.
- 온게임넷 새로운 리그컨셉:NEW INITIATION
- 온게임넷 최초의 2인중계 (이승원, 김정민)
- 2라운드와 5라운드에서 위너스 리그가 1년 만에 부활하였다.
- 공군 ACE가 해체함에 따라 해외팀인 EG-TL(EG리퀴드)이 출전하게 되었다. (Evil Geniuses와 팀 리퀴드 연합팀)
- 한승엽 전 MBC게임해설이 SPOTV해설자로 참여한다.
- 1라운드 공식맵으로 신규 제작맵인 플래닛S, 칼데움과 스타1 맵 리메이크작인 비프로스트와 알카노이드가 추가되었고, WCS묻혀진계곡이 빠지고 탈다림제단이 추가되었다.
- 프로리그 12-13 시즌 도중인 2013년 3월 12일 스타크래프트 II: 군단의 심장이 출시되면서 프로리그 4라운드부터는 군단의 심장을 사용한다.
- 제8게임단의 이제동 선수가 임대이적 형식을 통해 EG-TL 소속으로 1년간 활동한다.
- SKY 프로리그 2005 전기리그 피터 네이트의 차재욱전 승리 이후 2748일만에 외국인 프로게이머가 승리를 거두었다.(12월 29일 EG-TL 마커스 에클로프)
- 3라운드 종료후 용산 경기장의 HD방송 설치공사와 군단의 심장 출시로 3월 6일부터 4월 5일까지 약 한달간 프로리그가 휴식기를 가짐.
- 3라운드와 4라운드 사이의 휴식기동안 이벤트전인 <응답하라! 군단의 심장 더 스페셜> 개최
- 군단의 심장에 새롭게 추가된 경기 프로세스 U.I 편집을 이용하여 4라운드부터 이전의 브루드워 경기처럼 경기 시작 전 카운트 다운을 도입했다.
- 웅진 스타즈가 창단후 처음으로 결승전에 진출했다 (단 한빛 스타즈의 기록까지 합치면 8년 만에 진출)
- 제8프로게임단이 진에어와의 네이밍 라이트(명명권)로 인해 진에어 그린윙스로 변경되었다
- STX SOUL의 소울시절 이후 9년만의 프로리그 우승이자 마지막 우승 (이후 모기업인 STX의 경영난에 의해 SouL로 이스포츠연맹에서 활동하게 된다.)

## 리그개요

### 리그 일정
- 전체 일정 : 2012년 12월 8일 ~ 2013년 8월 3일

1라운드(11번가 라운드) 일정 : 2012년 12월 8일 ~ 2013년 1월 1일
2라운드(T스토어 라운드) 일정 : 2013년 1월 5일 ~ 2013년 1월 27일
3라운드(T맵 라운드) 일정 : 2013년 1월 28일 ~ 2013년 3월 5일
4라운드(스마트월렛 라운드) 일정 : 2013년 4월 6일 ~ 2013년 4월 30일
5라운드(호핀 라운드) 일정 : 2013년 5월 4일 ~ 2013년 6월 2일
6라운드(T스토어 라운드) 일정 : 2013년 6월 3일 ~ 2013년 7월 9일
- 프로리그 포스트시즌 일정

준플레이오프 : 2013년 7월 13일 ~2013년 7월 16일
플레이오프 : 2013년 7월 20일 ~2013년 7월 23일
결승전 : 2013년 8월 3일
- 올스타전 일정 :

### 리그중계진

#### SPOTV
- 김철민, 한승엽 (1라운드~4라운드 초반(4월 16일))

- 월요일 :김철민, 한승엽, 유대현(4월22일~)
- 화요일 :김철민, 한승엽, 고인규(4월23일~)

#### 온게임넷
- 토요일 1경기: 정소림, 우승기, 이승원

- 토요일 2경기: 성승헌, 박태민, 우승기

- 일요일 1경기: 전용준, 김정민, 박태민

- 일요일 2경기(1라운드~3라운드): 이승원, 김정민

- 일요일 2경기(4라운드~): 정소림, 김정민, 이승원

### 리그 공식맵
- 1라운드 : 비프로스트, 알카노이드, 플래닛S, 탈다림제단, WCS오하나, WCS안티가조선소, 칼데움, WCS구름왕국

- 2라운드 : 네오비프로스트, 네오알카노이드, 네오칼데움, 네오플래닛S, WCS오하나, WCS안티가조선소, WCS묻혀진계곡, WCS구름왕국

WCS묻혀진계곡
- 3라운드 : 칼데움3, 네오비프로스트, 네오알카노이드, 네오플래닛S, WCS묻혀진계곡, WCS안티가조선소, 아킬론평원, WCS구름왕국

아킬론평원
- 4라운드 : 아킬론황무지, 나로스테이션, 투혼, 코랄둥둥섬, 벨시르잔재LE, 돌개바람LE, 네오플래닛S, 뉴커크재개발지구

군단의심장 시작에 따라 네오플래닛S와 아킬론황무지(자유의 날개에서는 아킬론 평원으로 불렸음) 외의 맵 전부 퇴출, 이외 전부 추가
- 5라운드 :아킬론황무지, 나로스테이션SE, 신 투혼, 코랄둥둥섬, 벨시르잔재LE, 돌개바람LE, 네오플래닛S, 뉴커크재개발지구

나로스테이션, 나로스테이션SE, 신 투혼
- 6라운드 :아킬론황무지, 나로스테이션SE, 신 투혼, 코랄둥둥섬, 벨시르잔재LE, 돌개바람LE, 네오플래닛S, 뉴커크재개발지구

## 시즌 순위
| 순위 | 팀              | 경기수 | 승 | 패 | 승률  | 득실점 | 개인승 | 개인패 | 벌점 | 포스트 시즌   |
| ---- | --------------- | ------ | -- | -- | ----- | ------ | ------ | ------ | ---- | ------------- |
| 1    | 웅진 스타즈     | 42     | 27 | 15 | 69.0% | 34     | 98     | 64     | 0    | 결승전 직행   |
| 2    | KT 롤스터       | 42     | 25 | 17 | 53.6% | 12     | 91     | 78     | 1    | 플레이오프    |
| 3    | STX SouL        | 42     | 24 | 18 | 53.6% | 7      | 83     | 76     | 0    | 준 플레이오프 |
| 4    | SK 텔레콤 T1    | 42     | 22 | 20 | 51.7% | 9      | 84     | 74     | 1    | 준 플레이오프 |
| 5    | 삼성전자 칸     | 42     | 21 | 21 | 50.0% | -17    | 77     | 92     | 2    | 진출실패      |
| 6    | CJ 엔투스       | 42     | 17 | 25 | 44.8% | 3      | 88     | 85     | 0    | 진출실패      |
| 7    | 진에어 그린윙스 | 42     | 16 | 26 | 39.3% | -28    | 67     | 91     | 3    | 진출실패      |
| 8    | EG-TL           | 42     | 16 | 26 | 35.7% | -38    | 66     | 94     | 6    | 진출실패      |

- 2013년 7월 9일 기준
- 출처 : 한국 e스포츠 협회 공식 홈페이지 www.e-sports.or.kr

### 프로리그 포스트시즌

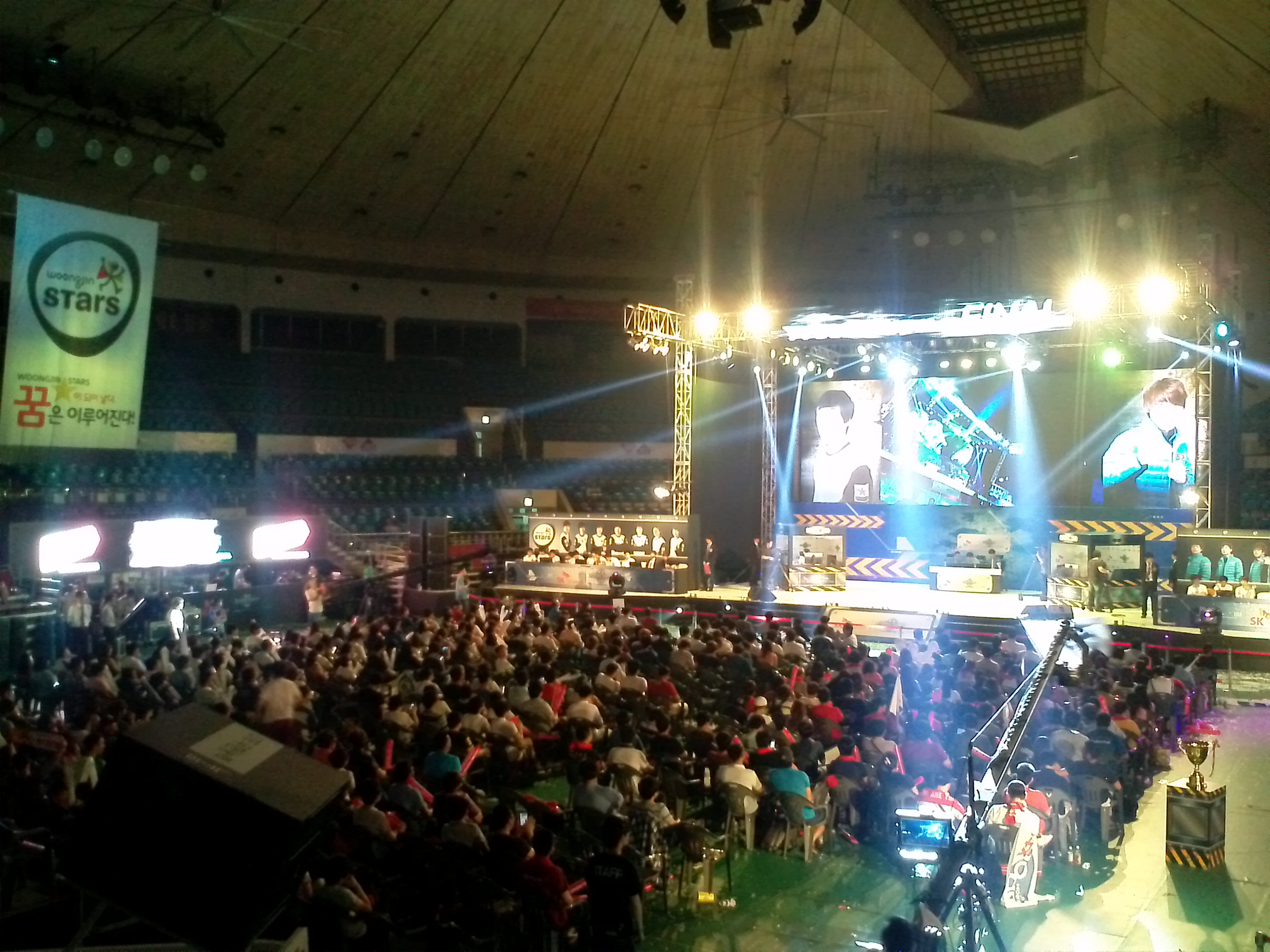
서울 잠실학생체육관에서 열린 SK플래닛 스타크래프트 II 프로리그 12-13 최종 결승전

## 결과
순위:[승률]→[다승]→[득실차] 순